# Union démocratique du travail
Union démocratique du travail (UDT), česky Demokratický svaz práce, bylo francouzské politické hnutí, vzniklé v roce 1959. Sdružovalo sympatizanty generála Charlese de Gaulla, kteří zastávali sociální a ekonomická stanoviska blízká socialistům.
Hnutí vydávalo noviny Notre République (Naše republika). Jedním z jeho cílů byla větší participace zaměstnanců na pracovištích i v politickém životě.
Nejznámějšími představiteli byli René Capitant (zastával tvrzení, že "skutečný gaullismus je nalevo") a Louis Vallon. V roce 1962 se hnutí sloučilo s politickou stranou UNR, čímž vznikla strana UNR/UDT.
V roce 1965 vzniklo mládežnické hnutí Svaz mladých pro pokrok, které udržuje tradici levicového gaullismu.